# Mohammed Barqesh
Mohamed Saleh Barghash Jaralla Al Menhali, noto semplicemente come Mohammed Barqesh (in arabo محمد صالح برغش جار الله المنهالي‎?; 27 ottobre 1990), è un calciatore emiratino, difensore dell'Al-Nasr e della nazionale emiratina.

## Palmarès

### Club

#### Competizioni nazionali
- UAE Arabian Gulf League: 1

Al-Jazira: 2010-2011
- UAE Super Cup: 2

Al-Wahda: 2017, 2018
- UAE Arabian Gulf Cup: 2

Al-Wahda: 2015-2016, 2017-2018
- Coppa del Presidente degli Emirati Arabi Uniti: 2

Al-Jazira: 2011-2012
Al-Wahda: 2016-2017